# Oborský rybník (Plakánek)
Oborský rybník, někdy nazývaný též Pilský rybník je rybník o rozloze vodní plochy 2,25 ha nalézající se na říčce Klenice na katastru obce Dobšín v okrese Mladá Boleslav. Rybník leží v PR Údolí Plakánek. Podél rybníka vede žlutá turistická značka spojující Střehom s hradem Kost. Pod hrází rybníka se nalézají zbytky pily, při vyústění pravostranné rokle stojí roubený objekt bývalého Oborského mlýna, později hájovny.
Rybník je součástí rybniční soustavy nalézající se mezi Střehomí a hradem Kost sestávající z  Oborského rybníka, Bílého rybníka, Černého rybníka  a rybníka Partoťák využívané pro chov ryb. 

## Galerie

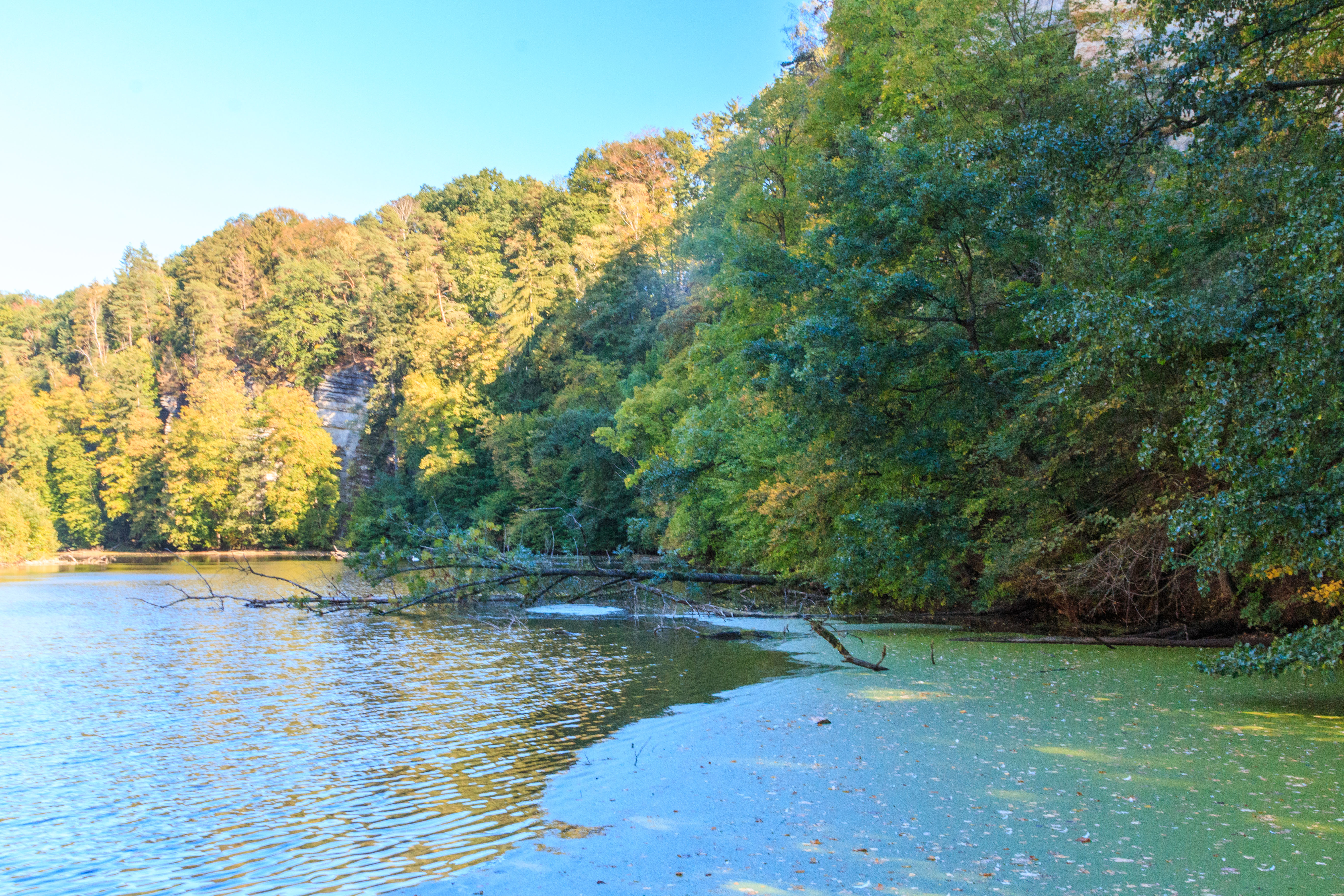
pohled na Oborský rybník v údolí Plakánku
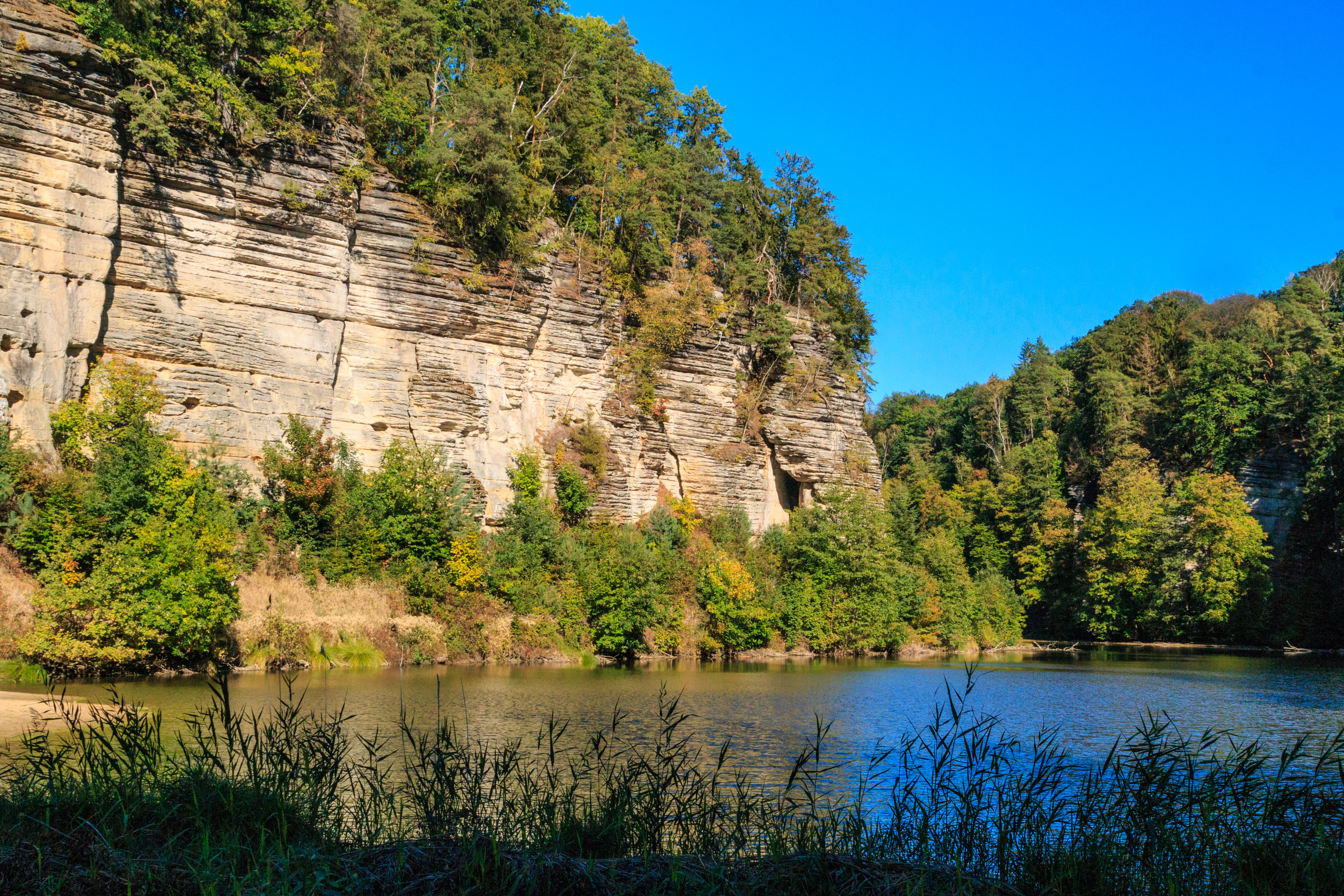
pohled na Oborský rybník v údolí Plakánku
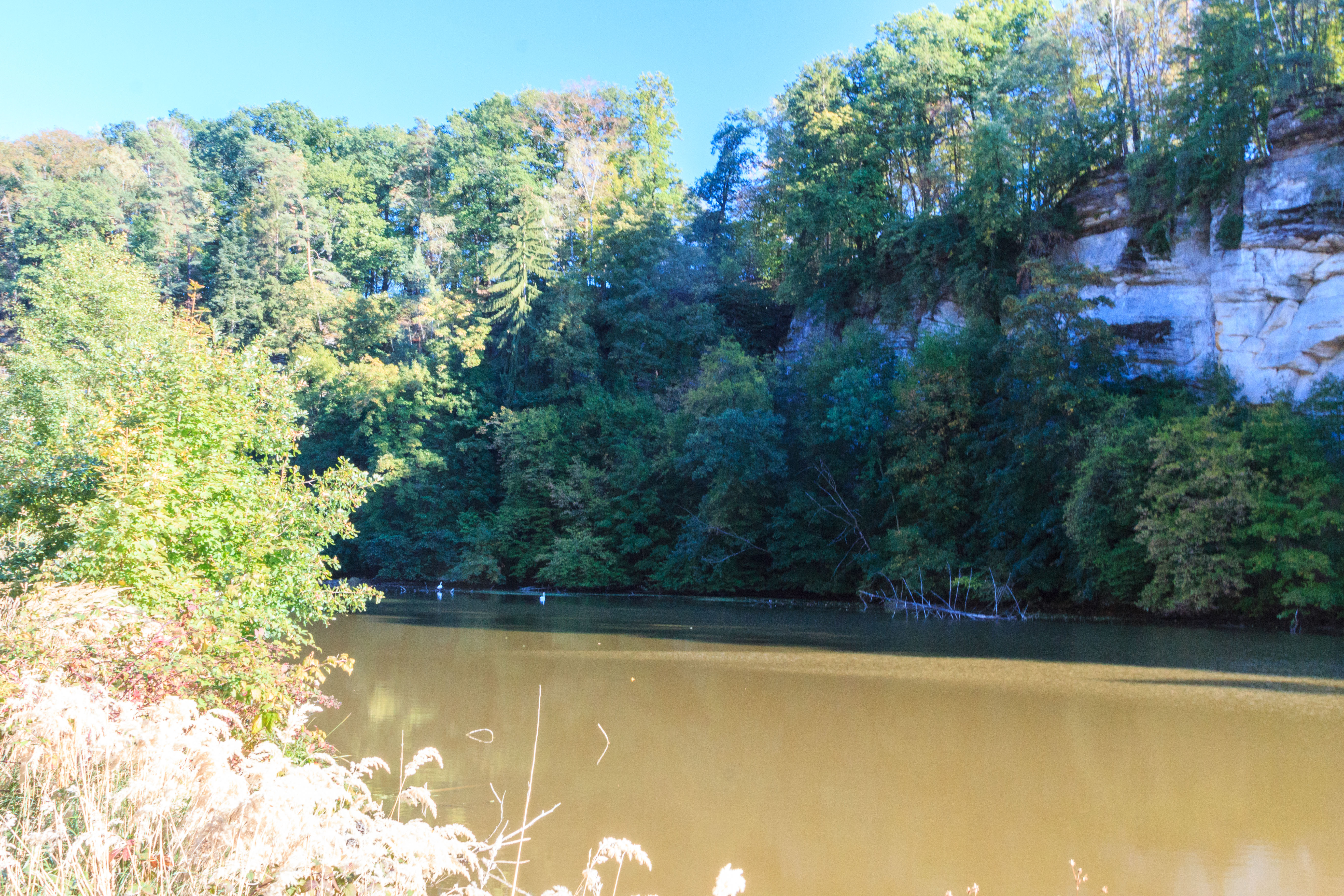
pohled na Oborský rybník v údolí Plakánku
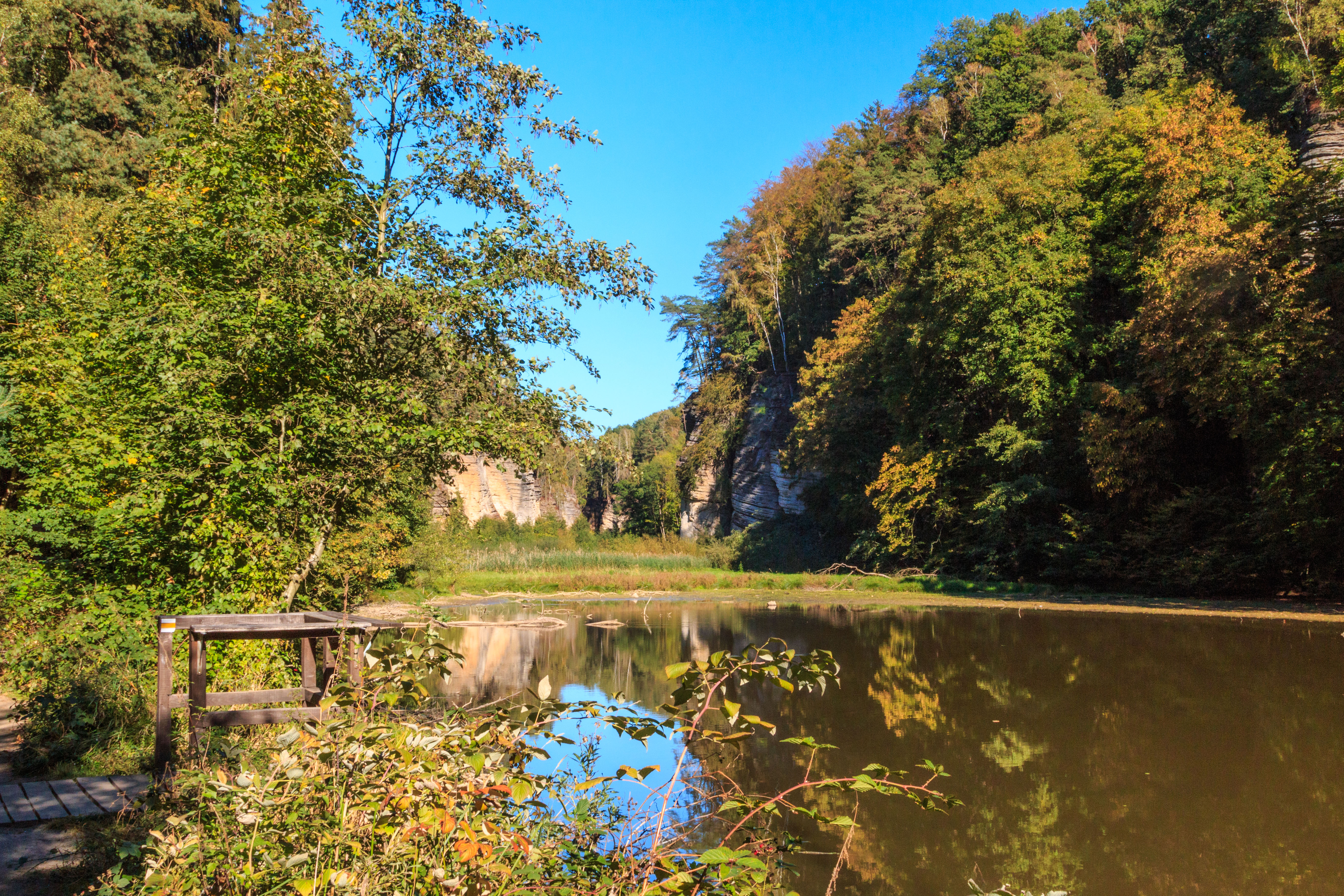
pohled na Oborský rybník v údolí Plakánku